# Kulturhuset i Jönköping

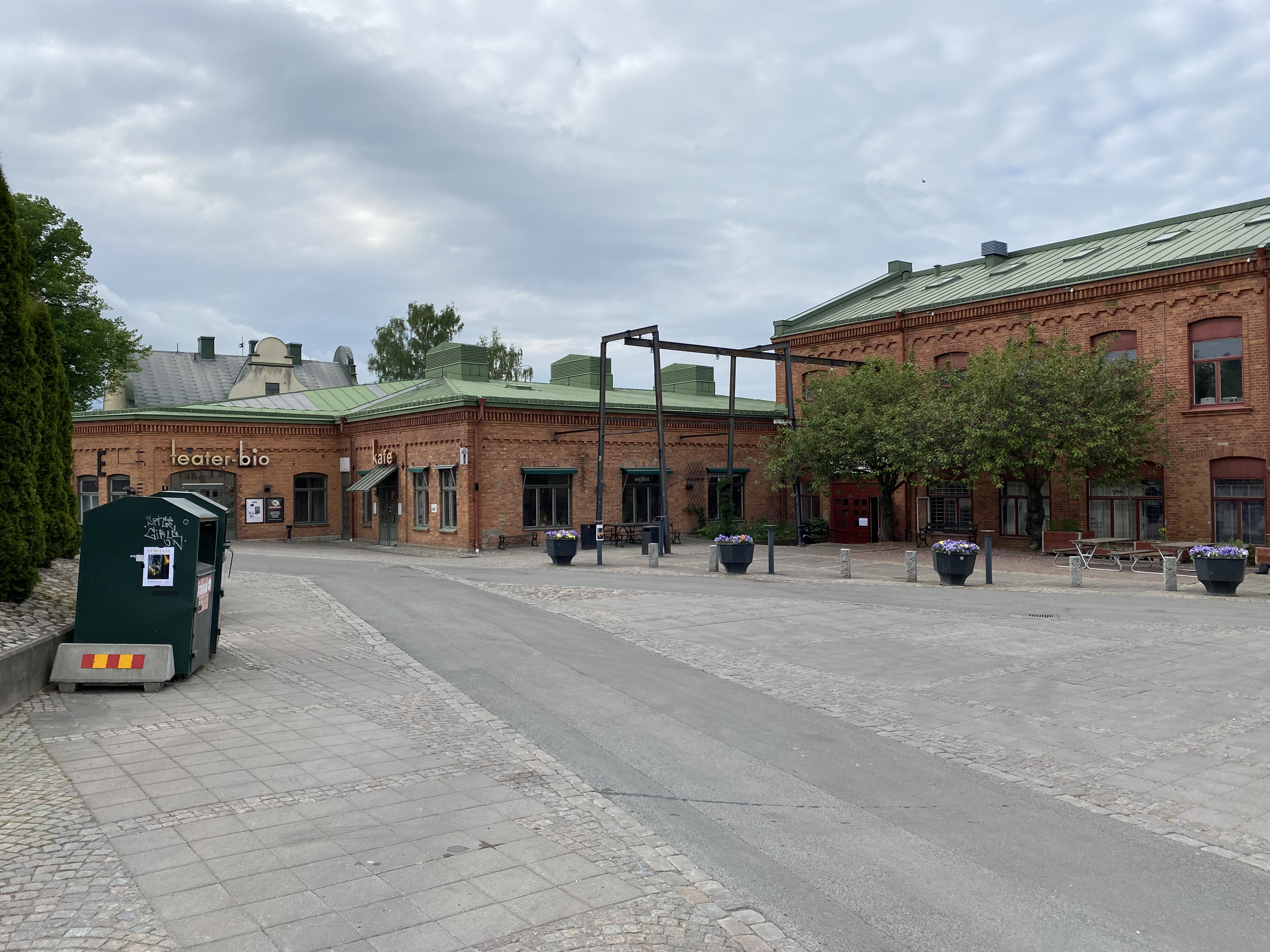
Kulturhuset i Jönköping.

Kulturhuset i Jönköping är ett kulturhus på Tändsticksområdet i Jönköping. Byggnaden ägs av Jönköpings kommun och drivs av en fristående förening, Föreningen kulturhuset.
Uppdelat på 2500 kvm finns flera olika scener, ett tiotal replokaler, fem öppna verkstäder, en inspelningsstudio, en biograf, en freeshop, ett medlemsdrivet kafé och en rad olika lokaler för dans, teater, konserter, stand-up, föredrag, möten och mycket mera.
Föreningen Kulturhuset i Jönköping är en ideell medlemsförening som sedan starten år 1982 har varit den samordnande kraften i Kulturhuset och som ansvarar för driften och administration av huset och dess verksamhet.